# Côte d'Argent

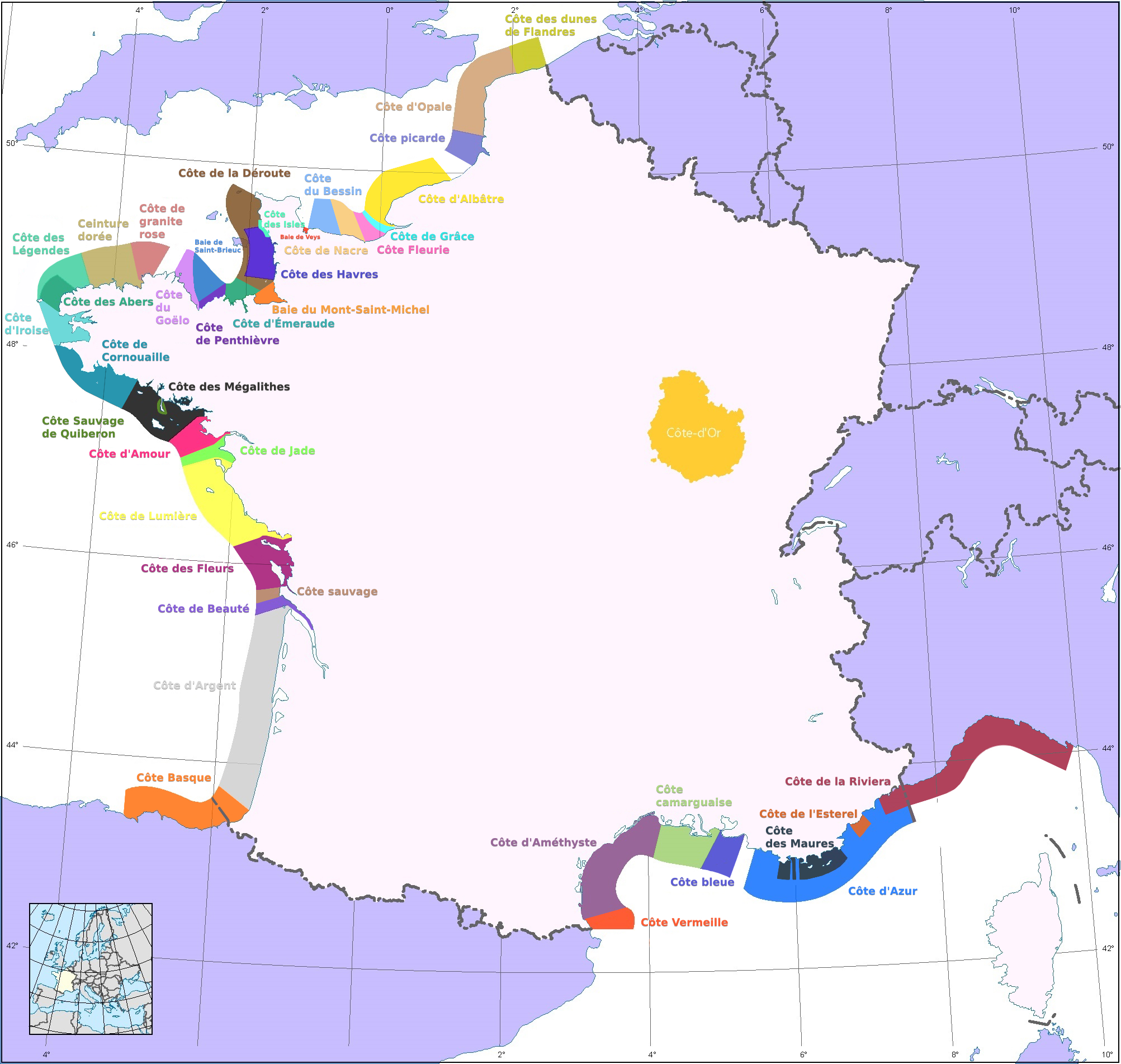
Côte d'Argent na mapě Francie

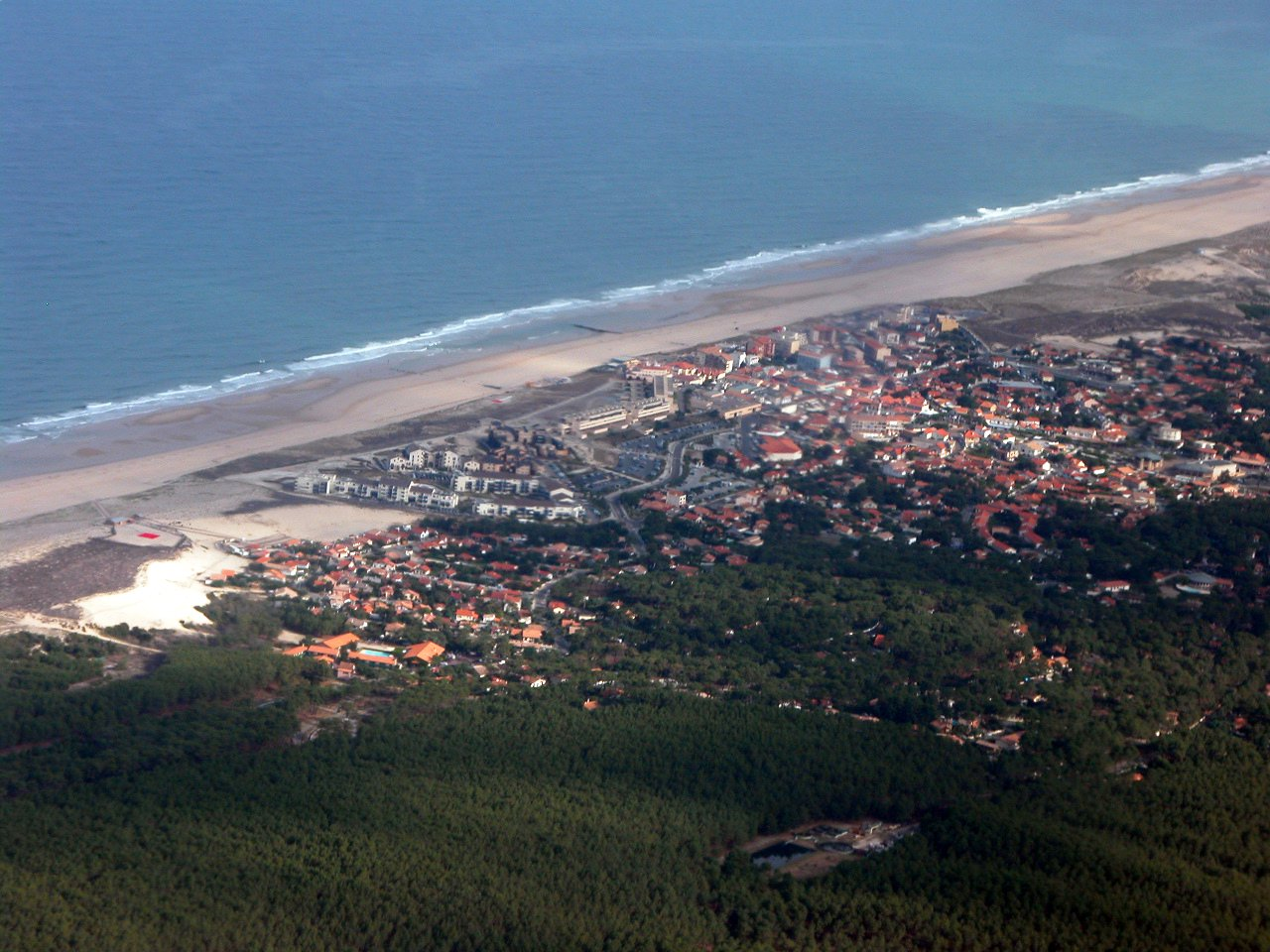
Letecký pohled

Côte d'Argent (Stříbrné pobřeží) je označení pro část pobřeží Biskajského zálivu ve francouzském regionu Nová Akvitánie, táhnoucí se v délce přes 100 km mezi ústím řek Gironde a Adour. Název vytvořil v roce 1905 spisovatel Maurice Martin, inspirován místním pískem, který má díky drobným úlomkům perleti stříbřitý lesk.
Pobřeží je lemováno písečnými dunami, z nichž Duna du Pyla je s výškou 110 metrů největší v Evropě. Podnebí je mírné, s malými teplotními rozdíly mezi létem a zimou. Díky vysokým vlnám je oblast vyhledávána k paraglidingu a surfingu (koná se zde mezinárodní závod Quiksilver Pro France), vedle turistického ruchu je významnou ekonomickou aktivitou také sběr ústřic a rybolov. Nachází se zde Arcachonský záliv s ostrovem Île aux Oiseaux, kde hnízdí mořští ptáci, a typickými domy na kůlech (cabane tchanquée). Endemickou rostlinou je Linaria thymifolia.
Významnými přímořskými letovisky jsou Lacanau, Lège-Cap-Ferret, Arcachon, Mimizan a Anglet, směrem do vnitrozemí Côte d'Argent navazuje na borové lesy Landes, nachází se zde také jezero Étang de Cazaux et de Sanguinet. Krajovou kulinářskou specialitou je sladká roláda Côte d'Argent.